# George Wilhelm von Schöning
George Wilhelm von Schöning (* 1700; † 1745 in Gralow) war ein preußischer Landrat. Er stand von 1730 bis 1744 dem Landsberger Kreis in der Neumark vor. 
Er stammte aus der pommersch-neumärkischen uradligen Familie von Schöning und war ein Sohn des Gutsbesitzers und Landrates Friedrich Wilhelm von Schöning (* 1660; † 1730). Seine Mutter Anna Barbara († 1721) war eine geborene von Schmalenberg und verwitwete von der Marwitz. Ab 1716 besuchte er zusammen mit seinem jüngeren Bruder die Latina der Franckeschen Stiftungen in Halle. 
Um 1729 wurde George Wilhelm von Schöning seinem Vater in dessen Amt als Landrat des Landsberger Kreises als Adjunkt beigegeben. Als dieser 1730 starb, wurde er neuer Landrat. 1744 nahm er seinen Abschied; im Amt folgte ihm Hans Wotislaw von Wobeser.  
Bei der Erbteilung nach dem Tod seines Vaters hatte er 1731 das Gut Gralow im Landsberger Kreis erhalten, das heißt den Schöningschen Gutsanteil von 2/5. In Gralow ließ er ein herrschaftliches Wohnhaus errichten. Er litt an Melancholie und starb 1745.  
George Wilhelm von Schöning war mit Johanne Juliane Sophie von Lepel verheiratet, einer Tochter des Generalmajors Otto Gustav von Lepel, Gouverneur von Küstrin. Die Ehe blieb kinderlos. Seine Witwe heiratete 1747 den Generalmajor Hans Otto von Treskow, Chef des Infanterie-Regiments Nr. 8.